# هوغو موراليس
هوغو موراليس (بالإسبانية: Hugo Alberto Morales)‏ (30 يوليو 1974 في الأرجنتين - ) هو لاعب كرة قدم أرجنتيني في مركز الوسط، شارك في الألعاب الأولمبية الصيفية 1996. وشارك مع منتخب الأرجنتين تحت 20 سنة لكرة القدم ومنتخب الأرجنتين تحت 23 سنة لكرة القدم ومنتخب الأرجنتين لكرة القدم. أما مع النوادي، فقد لعب مع أتلتيكو ناسيونال وإنديبندينتي ونادي أونيفرسيداد كاتوليكا ونادي تينيريفي ونادي لانوس ونادي ميلوناريوس وهوراكان وتاليريس كوردوبا.

## مسيرته الكروية
لعب هوغو موراليس خلال مسيرته الاحترافية مع 7 أندية في عشرون موسمًا وسجل خلالها 63 هدفًا ضمن 461 مباراة. ولم يفز بأي موسم بالكأس وفاز في موسم واحد بالدوري.
خاض هوغو موراليس مسيرته مع نادي هوراكان في موسم 1990–91 ليلعب معه خمسة مواسم، مشاركًا في 160 مباراة سجل خلالها 23 هدفًا. ثم انتقل إلى نادي لانوس في موسم 1995–96 في المرة الأولى ليلعب معه أربعة مواسم ثم في موسم 2002–03 لمدة موسم واحد، حيث شارك طوالها في 118 مباراة سجل خلالها 18 هدفًا. لينتقل بعدها إلى نادي تينيريفي في موسم 1999–00 ليلعب معه أربعة مواسم، مشاركًا في 89 مباراة سجل خلالها 7 أهداف. ثم انتقل إلى نادي إنديبندينتي في موسم 2003–04 لمدة موسم واحد، مشاركًا في 16 مباراة سجل خلالها هدفين. هذا وانتقل لاحقًا إلى نادي أتلتيكو ناسيونال في موسم 2004 واستمر معه طيلة ثلاثة مواسم، مشاركًا في 54 مباراة سجل خلالها 8 أهداف. ثم انتقل بعدها إلى نادي ميلوناريوس ما بين عامي 2006 و2007 لمدة موسم واحد، مشاركًا في 10 مباريات سجل خلالها 3 أهداف. ليعود وينتقل من جديد، لكن هذه المرة إلى نادي أونيفرسيداد كاتوليكا ما بين عامي 2007 و2008 لمدة موسم واحد، مشاركًا في 14 مباراة سجل خلالها هدفين.

## وصلات خارجية
- هوغو موراليس على موقع الاتحاد الدولي (مؤرشف)  (الإنجليزية)
- هوغو موراليس على موقع قاعدة بيانات كرة القدم.إي يو (الإنجليزية)
- هوغو موراليس على موقع ناشيونال فوتبول تيمز (الإنجليزية)
- هوغو موراليس على موقع أوليمبيديا (الإنجليزية)